# Crusea setosa
Crusea setosa là một loài thực vật có hoa trong họ Thiến thảo. Loài này được (M.Martens & Galeotti) Standl. & Steyerm. mô tả khoa học đầu tiên năm 1943.